# Beecarbonize
Beecarbonize é um jogo eletrônico gratuito de cartas e estratégia , desenvolvido pela Charles Games em associação com a People In Need, e fazendo parte do projeto 1PLANET4ALL .  Neste jogo, o jogador é responsável pelos setores da indústria, dos ecossistemas, das pessoas e da ciência, e precisa gerenciar cuidadosamente as emissões e evitar desastres para alcançar um futuro sustentável. O jogo não é baseado em turnos: ele roda em tempo real, mas há controles para pausar ou acelerar. O objetivo do jogo é conseguir uma carta vencedora, e isso é feito atualizando as que já foram “compradas” utilizando os tokens gerados pelos setores. 
O jogador é livre para decidir como construir cada setor, com cada carta geralmente acelerando a velocidade de produção de tokens de seu setor. Algumas cartas aumentam as emissões, outras as reduzem e outras são neutros, e a maioria das cartas são meios de obter outras cartas mais avançadas. O tamanho dos setores pode ser ampliado para permitir que mais cartas sejam colocadas neles. 
Cartas de desastre aleatórias são geradas e colocadas na linha superior do tabuleiro de jogo, e o jogador precisa mitigar a crise antes que o cronômetro da carta termine e o desastre aconteça. Os desastres podem ter qualquer efeito, desde o aumento das emissões, passando pela perda de recursos, até à derrota total no jogo. 

## Cartas vencedoras
Do total de 120 cartas,  há 5 cartas vencedoras no jogo: 
1. “Industry 22nd Century”
2. “A Global Oasis”
3. “Eco Symbiosis”
4. “Planet B Colonized”
5. “No Technological Civilization”